# Виборчий округ 61
Виборчий округ 61 — виборчий округ в Донецькій області, який внаслідок збройної агресії на сході України тимчасово перебуває під контролем терористичного угруповання «Донецька народна республіка», а тому вибори в ньому не проводяться. В сучасному вигляді був утворений 28 квітня 2012 постановою ЦВК №82 (до цього моменту існувала інша система виборчих округів). Внаслідок подій 2014 року в цьому окрузі вибори були проведені лише один раз, а саме парламентські вибори 28 жовтня 2012. Станом на 2012 рік окружна виборча комісія цього округу розташовувалась в будівлі за адресою смт. Старобешеве, просп. Ангеліної, 20.
До складу округу входять міста Докучаєвськ і Сніжне, Амвросіївський і Старобешівський райони. Виборчий округ 61 межує з округом 60 на південному заході, з округом 59 і округом 60 на заході, з округами 43, 41 і 55 на північному заході, з округом 54 на півночі і на північному сході, з округами 108, 110 і 53 на північному сході та обмежений державним кордоном з Росією на сході і на південному сході. Виборчий округ №61 складається з виборчих дільниць під номерами 140001-140040, 140463-140503, 140792-140803, 141249-141292 та 142440.

## Народні депутати від округу
| Ім'я                         | Фото | Партія          | Скликання | Дата набуття повноважень | Дата припинення повноважень |
| ---------------------------- | ---- | --------------- | --------- | ------------------------ | --------------------------- |
| Пономарьов Андрій Вікторович |      | Партія регіонів | 7-ме      | 12 грудня 2012           | 27 листопада 2014           |

## Результати виборів
Кандидати-мажоритарники:
- Пономарьов Андрій Вікторович (Партія регіонів)
- Кравченко Микола Васильович (Комуністична партія України)
- Сурін Андрій Миколайович (Народна партія)
- Пономаренко Ілля Миколайович (Батьківщина)
- Корж Євген Юрійович (УДАР)
- Гудов Іван Ілліч (самовисування)
- Вітушко Олег Вікторович (самовисування)
- Акашев Валентин Анатолійович (Соціалістична партія України)